# قلعة ميمون
قلعة ميمون هي قلعة تاريخية تعود إلى ساسانيون، وتقع في مقاطعة قزوين.